# Posemètre
 (février 2009).

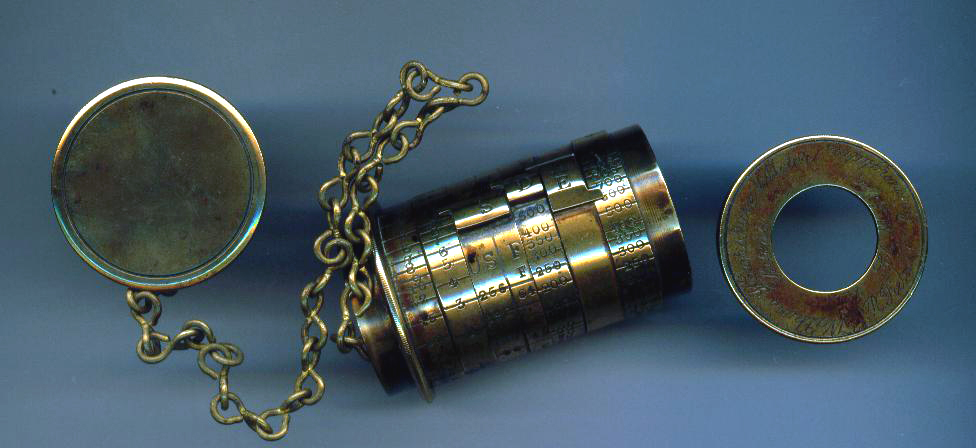
Ancien posemètre inventé par Alfred Watkins.

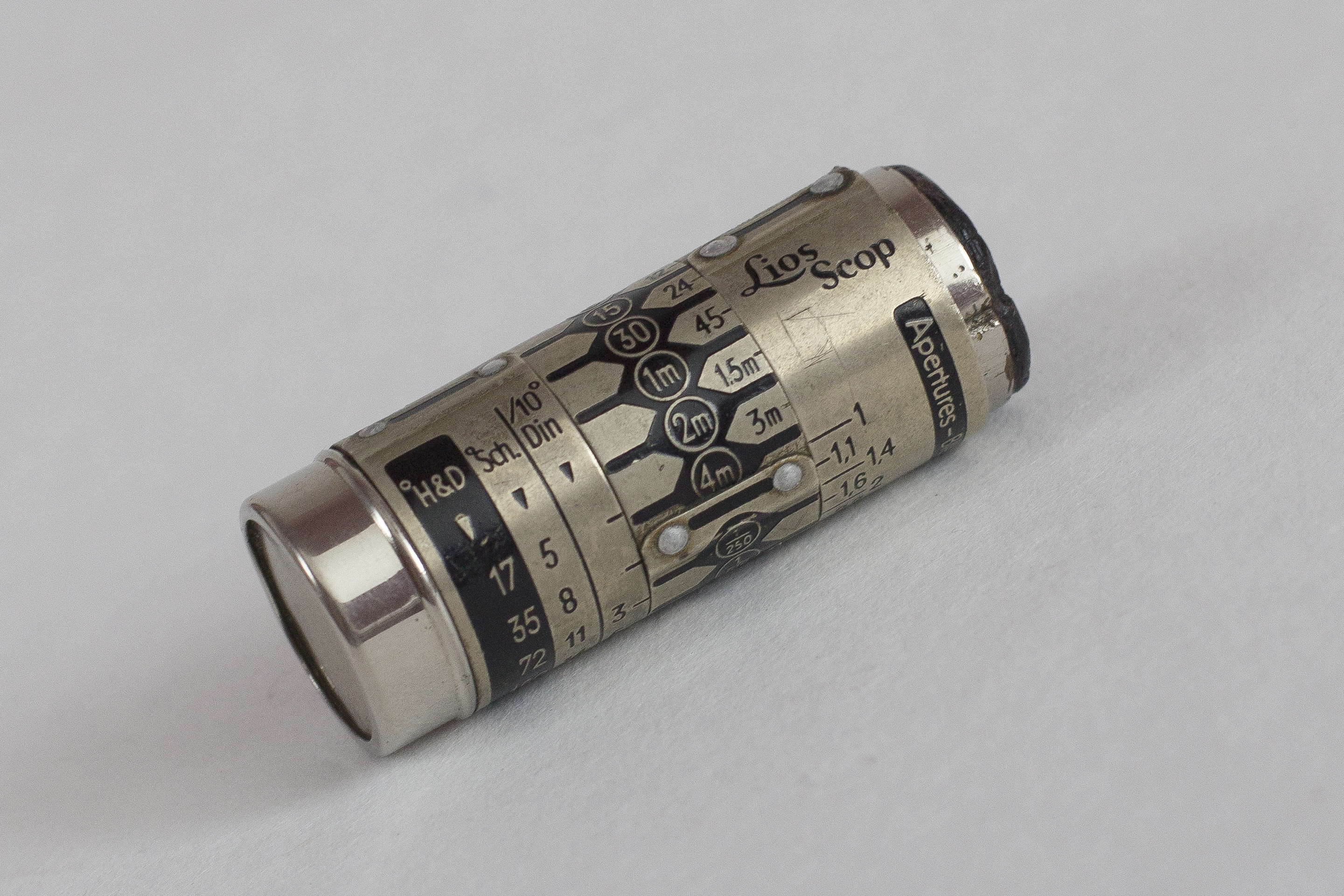
Posemètre Lios Scop, fabriqué en Allemagne vers 1930.

Un posemètre est un appareil utilisé en photographie pour mesurer la luminosité d'une scène et ainsi déterminer l'exposition optimale pour une prise de vue.
Il permet de calculer la résultante des variables d'exposition en fonction de l'éclairement ou luminance de la scène, du temps d'exposition, de l'ouverture du diaphragme et de la sensibilité de la surface (film ou capteur).
Il est composé d'une cellule photo-électrique et d'un calculateur, manuel (de type règle à calcul) ou électronique. Cette capacité de calcul le différencie d'un simple luxmètre.
Les posemètres peuvent fonctionner suivant deux principes différents :
- mesure en lumière incidente : c'est la mesure de l'éclairement (quantité de lumière reçue) à un endroit défini (généralement où se trouve le sujet) indépendamment de la réflectivité du sujet lui-même ;
- mesure en lumière réfléchie : c'est la mesure de la luminance d'un sujet (quantité de lumière renvoyée par celui-ci) ; elle est fonction de sa réflectivité et de l'éclairement qu'il reçoit ; ce principe de mesure est utilisé par le posemètre intégré à un appareil de prise de vue et pour les spotmètres.

Il existe plusieurs types de posemètre : ils peuvent être indépendants ou intégrés à l'appareil de prise de vue, et permettre une mesure à travers l'objectif (dite mesure TTL). Les spotmètres permettent des mesures sur des zones très ponctuelles (jusqu'à un angle de 1 degré) en lumière réfléchie.
Il s’agit d’un accessoire de base pour les photographes en lumière continue (extérieur et studio) et pour les directeurs de la photographie au cinéma.
Le posemètre doit être distingué du flashmètre conçu pour mesurer la lumière émise par un flash photographique et déterminer l'ouverture lors de l'utilisation de ce flash.

## Technologie des posemètres

### Principe de fonctionnement

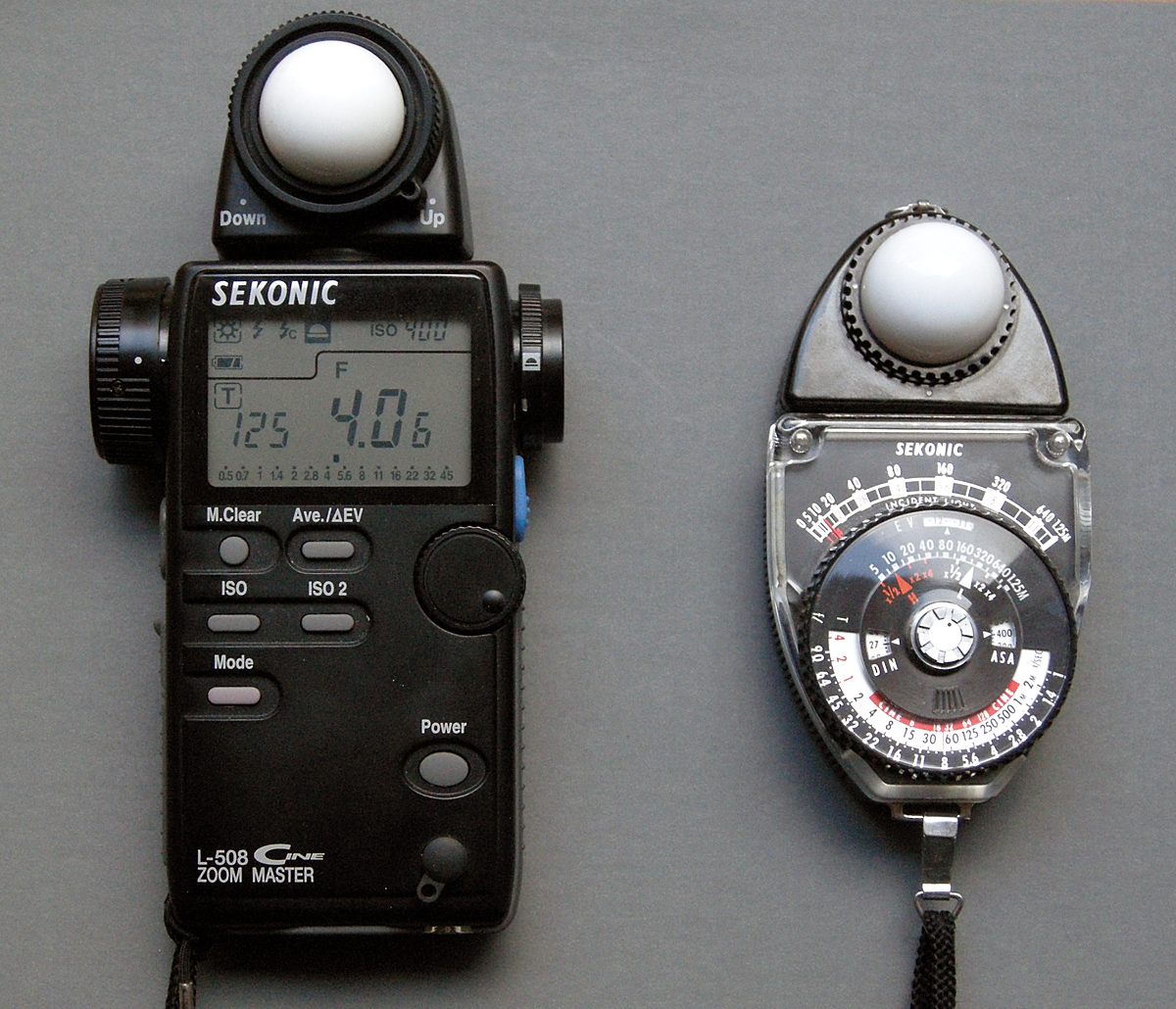
Posemètre au silicium (à gauche) et posemètre à cellule photovoltaïque (à droite)

Les posemètres sont basés sur un capteur photo-sensible capable de produire un signal électrique proportionnel au flux lumineux qu'il reçoit. Il peut s'agir de :
- une cellule photovoltaïque, qui permet au posemètre de fonctionner sans alimentation électrique ;
- une cellule photo-résistante ;
- une photodiode.

Sur les posemètres indépendants, ce capteur est situé derrière une fenêtre transparente qu'on oriente vers la scène pour une mesure en lumière réfléchie, ou bien derrière un diffuseur translucide plat ou hémisphérique (sphère intégrative) pour une mesure en lumière incidente. Sur les spotmètres et les posemètres intégrés, le capteur se trouve derrière un objectif.

### Les spotmètres
Ce sont des posemètres en lumière réfléchie dont la particularité est d'avoir un angle d'analyse extrêmement réduit, généralement entre 1° et 5°, comparativement aux posemètres qui ont un angle d'analyse de 30° à 50° suivant les modèles. Le capteur du spotmètre est placé derrière un objectif qui sert de viseur, permet des mesures en des points précis de la scène ou du sujet. Ce faible angle d'ouverture a pour autre avantage de permettre d'effectuer des mesures à distance du sujet.
Aujourd'hui plusieurs modèles combinent sphère intégrative et spotmètre en un seul appareil (Sekonic, Gossen), ou ont des accessoires permettant de réduire l'angle de mesure (Spectra, Sekonic).

### Les posemètres intégrés aux appareils de prise de vue

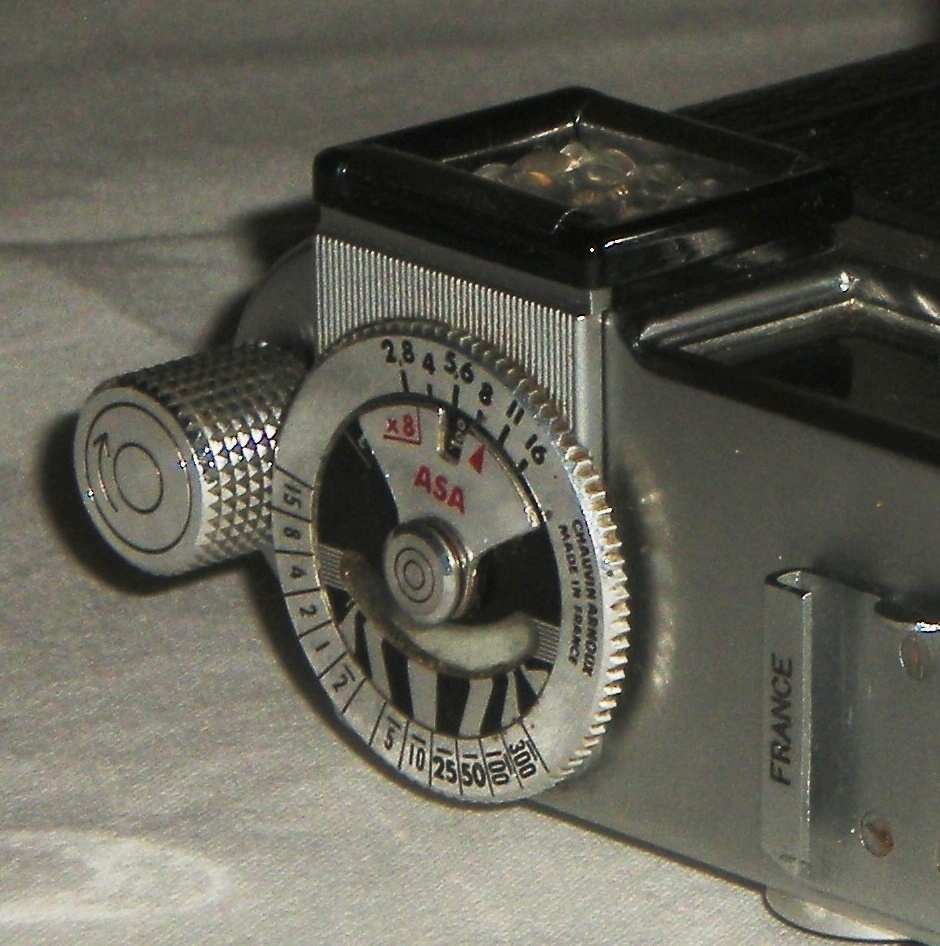
Posemètre intégré à un appareil photo manuel

### Qualité d'un posemètre
- Sensibilité
- Précision
- Qualité de l'hémisphère intégratif

## Étalonnage des posemètres
L'étalonnage des posemètres donne la relation entre la luminosité de la scène (éclairement ou luminance du sujet) et les réglages recommandés pour les appareils de prise de vue.

### Équations liées à l'exposition
Pour une utilisation en lumière réfléchie, les paramètres d'exposition sont liés à la sensibilité ISO du capteur, à la luminance du sujet, à l'ouverture et au temps de pose.
{\displaystyle {\frac {N^{2}}{t}}={\frac {LS}{K}}}
où
- N est l'ouverture du diaphragme en indice (f-number)
- t est le temps d'exposition en secondes
- L est la luminance de la scène en cd/m²
- S est la sensibilité ISO du capteur
- K est la constante d'étalonnage du posemètre en lumière réfléchie

Pour une utilisation en lumière incidente, les paramètres d'exposition sont liés à la sensibilité ISO du capteur, à l'éclairement de la scène, à l'ouverture et au temps de pose.
{\displaystyle {\frac {N^{2}}{t}}={\frac {ES}{C}}}
où
- E est l'éclairement lumineux en lux
- C est la constante d'étalonnage du posemètre en lumière incidente

### Constantes d'étalonnage

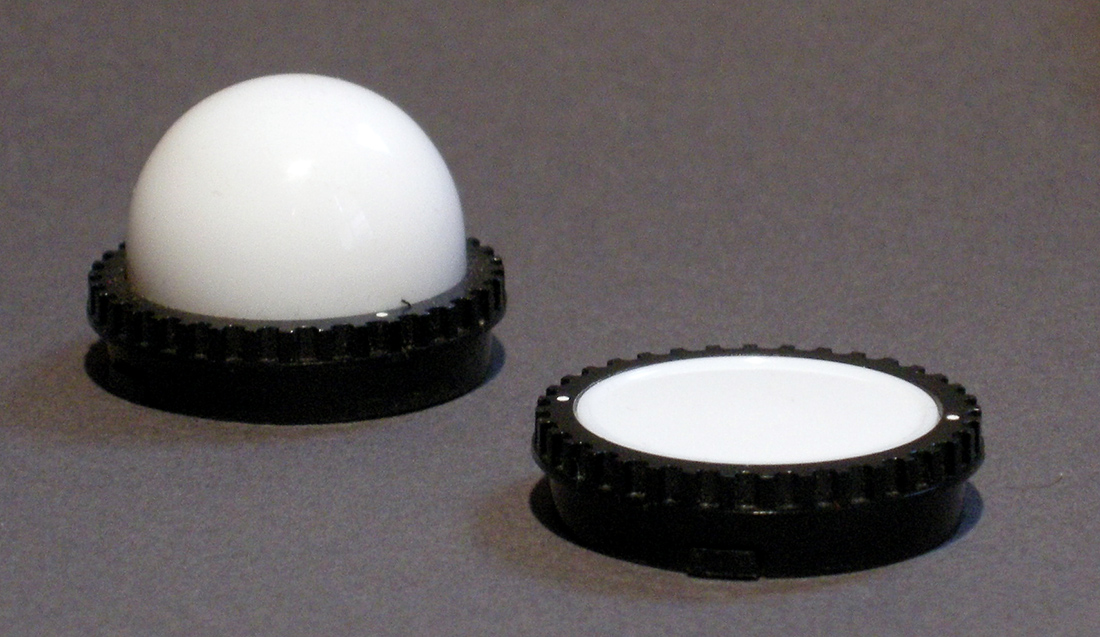
Diffuseur hémisphérique et diffuseur plat (Sekonic)

Pour une mesure en lumière incidente, la norme ISO 2720:1974 recommande pour C des valeurs comprises entre 250 et 400 pour un diffuseur plat et des valeurs comprises entre 320 et 540 pour un diffuseur hémisphérique, avec un éclairement lumineux exprimé en lux.
Pour une mesure en lumière réfléchie, la norme ISO 2720:1974 recommande pour K des valeurs comprises entre 10,6 et 13,4 avec une luminance exprimée en cd/m².

### Système de mesure international et autres systèmes
Les posemètres destinés plus particulièrement au cinéma, comportent un double système de mesure en Lux (lx) et en foot-candle (fc) pour la lumière incidente et en candela par mètre carré (cd/m2) et foot-lambert (fL) pour la lumière réfléchie.
Ce double système de lecture s'explique par les habitudes d'utilisation des unités, en particulier aux États-Unis.
Avec les relations :
- Pour les foot-candles : 1 fc ≈ 10,764 lx
- Pour les foot-Lamberts : 1 fL ≈ 3,426 cd/m2

## Utilisation
La courbe de sensibilité d'une émulsion photographique présente une forme en S : dans sa partie centrale, le nombre de grains d'argent photosensibilisés lors de la prise de vue est à peu près proportionnel à la quantité de lumière incidente sur la pellicule. Cette linéarité se perd lorsque la quantité de lumière est très faible (cliché de nuit) ou très forte (visée directe vers le Soleil, par exemple).

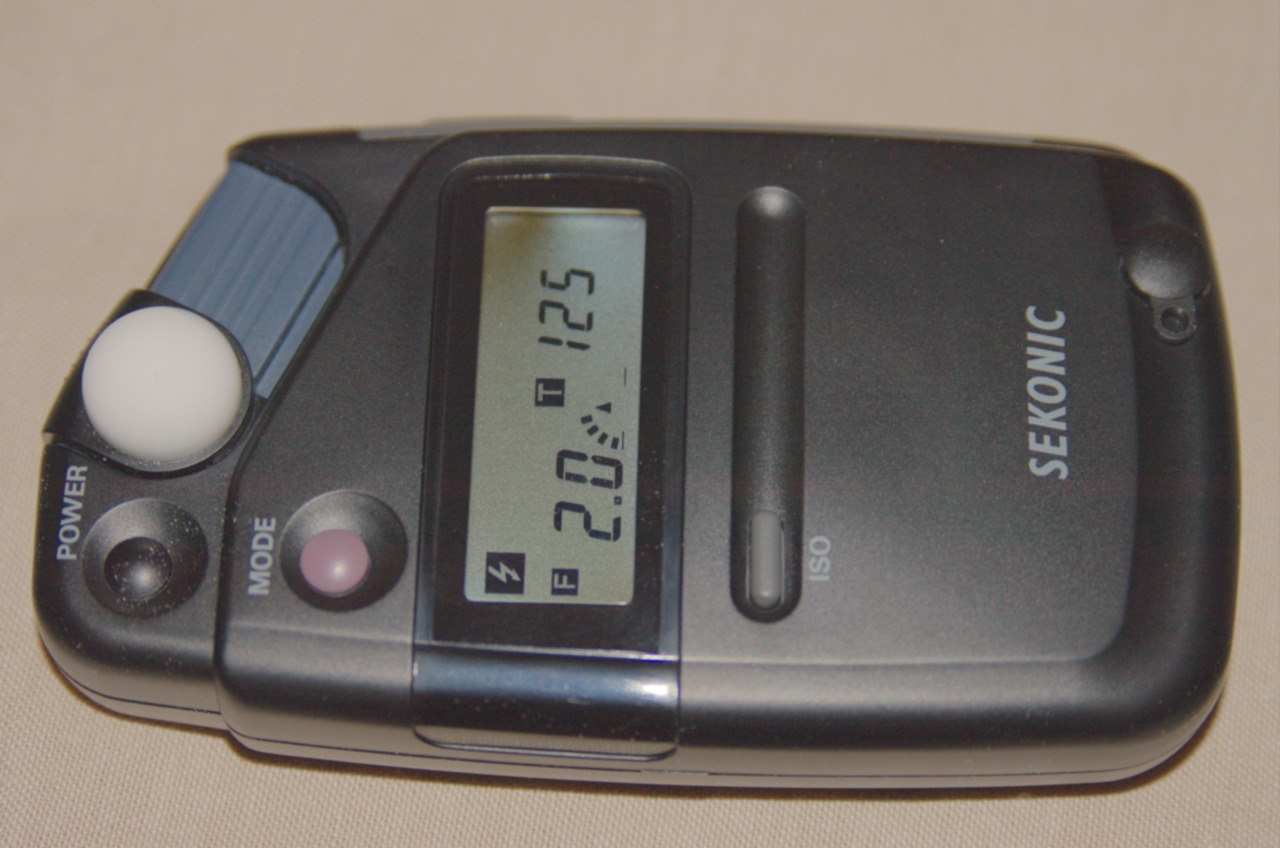
Un posemètre à main (Sekonic L308)

La luminance L de chaque point de la scène est proportionnelle au produit de l'éclairement E reçu par la réflectance, ou albédo R du point :
{\displaystyle L={\frac {ER}{\pi }}.}
Un point idéalement blanc réfléchit toute la lumière incidente (R = 1), alors qu'un point parfaitement noir n'en réfléchit rien (R = 0). L'exposition lumineuse H reçue par l'émulsion est liée à cette luminance, à la transparence τ de l'objectif (proche de 1 en général), à son nombre d'ouverture N et au temps de pose t :
{\displaystyle H={\frac {\pi }{4}}L\tau {\frac {t}{N^{2}}}.}
Si H demeure dans la partie linéaire de la courbe de sensibilité, le nombre de grains d'argent exposés est, lui aussi, proportionnel à H (le facteur de proportionnalité est appelé sensibilité de l'émulsion), donc à R, c'est-à-dire à la clarté du point. On obtient alors une reproduction aussi fidèle que possible de la scène originale.
Le posemètre, version spéciale du luxmètre a donc pour rôle de déterminer un couple (diaphragme, vitesse d'obturation) idéal, qui maintienne H dans la partie linéaire de la courbe de l'émulsion, quelle que soit la valeur R de l'albédo des objets photographiés, en fonction de la sensibilité du film, et de l'éclairement E.
Nota : le posemètre est également utile en photographie numérique, puisque les capteurs type CCD ou CMOS présentent également une courbe de réponse dépendante de la quantité de lumière. Comme cette courbe n'est pas identique à celle des pellicules argentiques, un posemètre conçu pour l'argentique risque de donner une valeur du temps d'exposition sous optimale, particulièrement dans les hautes lumières. Des essais sont donc indispensables.

## Types de mesure

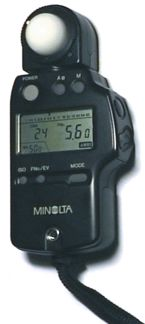
Posemètre Minolta avec le diffuseur pour mesure incidente

Il existe deux types de posemètres, suivant le type de mesure qu'ils permettent. Certains modèles permettent les deux types de mesure à l'aide d'accessoires, comme la lumisphère coulissante du posemètre de l'illustration.

### Mesure de la lumière incidente
Pour une mesure en lumière incidente le posemètre constitue un luxmètre spécialisé.
Une cellule photoélectrique, généralement recouverte d'une boule en plastique translucide (sphère intégrative), recueille la lumière incidente à laquelle le sujet est exposé (variable E) et en mesure l'intensité. Pratiquement instantanément le posemètre calcule alors les paramètres d'exposition optimale en fonction des variables de prise de vue (vitesse d'exposition, ouverture de diaphragme, sensibilité du capteur ; émulsion ou capteur numérique). La mesure est effectuée à l'emplacement du sujet et dans les conditions d'éclairage auxquelles il sera exposé pour la prise de vue, la sphère intégrative doit être dirigée dans l'axe optique de la caméra. C'est donc un appareil de mesure indépendant de celui de prise de vue.

### Mesure de la lumière réfléchie
En mesure réfléchie, le posemètre analyse la quantité de lumière réfléchie par le ou les sujets visibles par la surface sensible et calcule les variables d'exposition. C'est le cas des cellules d'appareils photographiques. En fonction de normes définies, ils calculent la quantité de lumière moyenne devant impressionner la surface sensible.
Pour une mesure avec une plus grande exactitude, il existe des posemètres spécialisés, les spotmètres qui mesurent la lumière réfléchie sur une petite surface du sujet (de 1° à 10° et peuvent être intégrés à la caméra). Il s'agit donc de la quantité de lumière réfléchie (et non incidente) par la scène (produit E×R). Certains permettent la mémorisation de plusieurs valeurs et réalisent au choix une moyenne arithmétique ou pondérée.

### Relation entre lumière incidente et lumière réfléchie
La mesure du spotmètre sur une charte de gris à 18 % est décalée de 1/2 IL vis-à-vis d'une mesure de la lumière incidente à la charte. C'est conforme à l'étalonnage des spotmètres et des boitiers dont la référence est une charte de gris à 12 % ± 2 %.

### Quelle mesure choisir?

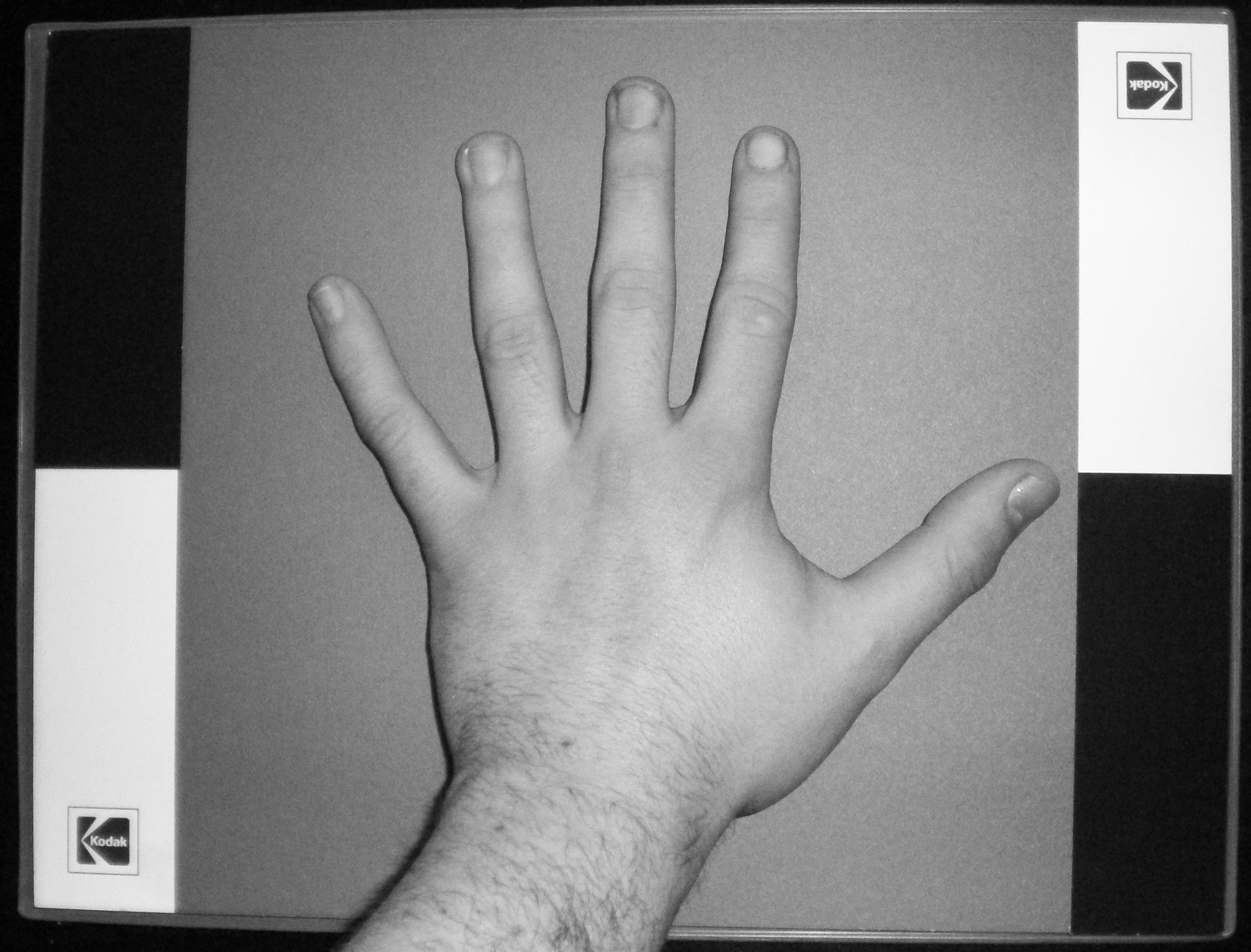
Une main blanche sur un gris 18 % : on remarque une différence de luminance, la main étant légèrement (environ 2/3 de diaph en lumière artificielle) plus claire que le fond de référence.

Les données pour une exposition optimale des surfaces sensibles (émulsion ou capteur) sont généralement établies pour une référence au taux de réflectivité normé à 18 %. Le calcul du rendu photométrique des autres sujets se fonde sur cette norme et ne présuppose pas de condition particulières.
- Mesure en lumière incidente : le cas général, ou lorsque des humains sont dans l'action et que l'on ne désire pas d'effet particulier. La mesure en lumière incidente rend la scène telle qu'elle est (les blancs sont blancs et les noirs sont noirs). La qualité de l'image dépendra donc de la dynamique de la surface sensible, c'est-à-dire de sa capacité à reproduire des contrastes importants. Si la scène est trop contrastée (fort écart de luminosité entre les zones les plus claires et les zones les plus sombres), il est possible que des détails soient perdus. Pour y remédier, il faut corriger la valeur mesurée en se référant au Zone System d'Ansel Adams.
- Mesure en lumière réfléchie : Pour tous les sujets dont la référence humaine n'est pas établie. Particulièrement utile pour la photographie d'objets dont les détails sont importants (tissus, bâtiments, objets, macrophotographie...), et en faisant bien attention au rendu que l'on veut obtenir (détail d'un velours noir, ou granularité d'une pierre blanche par exemple), sinon tout devient gris.
C'est aussi la seule mesure possible lorsque le photographe ne peut approcher le sujet pour mesurer la lumière incidente. C'est notamment le cas pour les sujets pris de loin (photographie animalière, paysage, portrait lointain au téléobjectif...).
  - Quand le Soleil est la source de lumière principale, il n'est pas nécessaire de s'installer près du sujet pour mesurer la lumière incidente ; une mesure au-dessus de votre tête dans le même axe que le sujet avec la lumisphère du posemètre orientée vers le Soleil suffit pour avoir une mesure très précise.

En prise de vues cinématographique, où l'homogénéité d'éclairage est primordiale pour le montage, les mesures se font en mesure incidente (sauf à de rares exceptions près, comme les très gros plan, les inserts...).

## Posemètre intégré
La plupart des appareils photographiques actuels sont équipés d'un système de mesure d'exposition intégré. Il mesure la lumière réfléchie, généralement à travers l'objectif. Voir « Mesure TTL de l'exposition ».

## Les flashmètres
Ce sont des posemètres spécialisés dans la mesure des éclairs. Ils permettent de cumuler les éclairages ou luminances mesurés. Aujourd'hui plusieurs modèles combinent posemètre et flashmètre.
Ils indiquent parfois la proportion de lumière flash par rapport à la lumière d'ambiance.
Les modèles récents possèdent trois modes de fonctionnent flash :
- mesure sans câble de synchronisation ;
- mesure avec câble de synchronisation ;
- mesure en télécommandant les flashs déportés (pocketwizards).

Ces équipements peuvent ainsi servir à mesurer le nombre guide d'un dispositif d'éclairage.
En réalisant une mesure de lumière incidente avec le flashmètre, placé à 1 mètre en ayant fixé un temps de pose supérieur à la limite de vitesse synchroflash, le flashmètre indique alors la valeur du nombre guide. Cette technique est bien utile lorsque l'on ajoute à son flash cobra un diffuseur ou une lentille de Fresnel.

## Marques de référence
- Spectra
- Sekonic
- Gossen